# Zeffie Tilbury
Zeffie Tilbury est une actrice britannique, née le 20 novembre 1863 à Paddington en Londres, (Grande-Bretagne) et morte le 24 juillet 1950 à Los Angeles, (Californie), des suites d'une longue maladie.

## Filmographie partielle
- 1919 : The Avalanche de George Fitzmaurice
- 1921 : La Dame aux camélias (Camille) de Ray C. Smallwood
- 1921 : The Marriage of William Ashe d'Edward Sloman
- 1929 : Le Droit d'aimer (The Single Standard) de John Stuart Robertson
- 1930 : Au large de Shanghaï (The Ship from Shanghai) de Charles Brabin
- 1935 : La Jolie Batelière (The Farmer Takes a Wife) de Victor Fleming
- 1935 : Le Monstre de Londres (Werewolf of London) de Stuart Walker
- 1936 : La Bohémienne (The Bohemian Girl) de James W. Horne et Charley Rogers
- 1937 : La Vie privée du tribun (Parnell) de John M. Stahl
- 1937 : Sous le voile de la nuit (Under Cover of Night) de George B. Seitz
- 1938 : Le Proscrit (Kidnapped) d'Alfred L. Werker
- 1940 : Le Gangster de Chicago (The Earl of Chicago)) de Richard Thorpe
- 1940 : Les Raisins de la colère (The Grapes of wrath) de John Ford
- 1941 : La Route du tabac (Tobacco Road) de John Ford